# Carmelo Tusquellas Forcén
Carmelo Tusquellas Forcén conocido como Charlot (Barcelona, 1893-ibídem, 21 de febrero de 1967), fue un torero español. Fue el creador, junto a Rafael Dutrús "Llapisera", de la modalidad taurina conocida como toreo cómico o charlotada.

## Biografía
Debutó novillero en la plaza de toros de Vich con el nombre de "El Relojero" y se presentó como torero cómico en las arenas de Barcelona en 1916. El empresario Eduardo Pagés le propuso doblar a Chaplin en las escenas en las que toreaba en la película Parodia de Carmen estrenada en 1917 de ahí su caracterización como Charlot, y desde entonces popularizó las charlotadas, de las cuales es considerado el fundador. Se unió a otros dos toreros, para formar la «troupe de Charlot, Llapisera y Botones», junto a Rafael Dutrús Zamora y Jaime Colomer en espectáculos de gran éxito, gracias a su comicidad y precios populares. Se presentó en Madrid en la plaza de Tetuán de las Victorias el 9 de junio de 1916 junto a Llapisera y Botones. Fue un éxito popular en las plazas de toros de la península ibérica y de Hispanoamérica. Incluso, en 1929 se rodó la película Charlot el torero español protagonizada por José Martínez 'El Chispa', personaje que entró a sustituir a Llapisera cuando éste formó su propia compañía la Banda l'Empastre. Sus actuaciones consiguieron grandes éxitos por toda España, Francia, Bélgica, Suiza y América. En 1948 abandonó el toreo cómico. 
Desde su retirada del toreo cómico se mantuvo ligado al mundo del toro, actuando como puntillero hasta 1964, año de su retirada definitiva.